# Сокол (Донецкая область)
Со́кол (укр. Сокіл) — село на Украине, находится в Покровском районе Донецкой области. С июля 2024 года под контролем ВС РФ .   
Код КОАТУУ — 1425587309. Население 2024 года составляет 0 человек. Почтовый индекс — 86024. Телефонный код — 6236.  

## Население
По переписи 2001 года, население села составляло 66 человек, из них 89,39% отметили родной язык украинский и 10,61% - русский.

## Адрес местного совета
86020, Донецкая область, Ясиноватский р-н, с. Соловьёво, ул. Чкалова, 10